# Bhumkal
Der Bhumkal war die siebente und letzte Aufstandsbewegung gegen die britische Kolonialherrschaft in der Region des Fürstenstaates Bastar in den „Central Provinces“, der seit 1888 unter dem Court of Wards de facto unter direkter britischer Herrschaft stand. Der Aufstand von Februar bis Mitte Mai 1910 wurde hauptsächlich von Angehörigen der indigenen Stämme (tribals) getragen. Es war die größte in einer Reihe von regionalen Rebellionen der vergangenen 150 Jahre, von denen die Halba-Rebellion (1774–79), der Tarapur-Aufstand (1842–54), die Meria-Rebellion (1842–63), die Koi-Revolte (1859) und der Muria-Aufstand (1876) von Bedeutung waren.

## Ursachen
Einer der Gründe des Aufstandes war die Herabsetzung des Rajas durch die Briten, womit das einfache Volk nicht einverstanden war, da man den Raja als göttliche Reinkarnation betrachtete. Der schwächliche Raja Rudra Pratap Deo war auch der Oberpriester des lokalen Danteshwara-Kultes, der seine kombinierte Macht beim jährlichen Dussehra-Fest zeigte. 1908 wurde der korrupte Panda Baijnat (Rai Bahadur Panda Bajinath) zum Dīwān ernannt. Dies verstieß gegen die lokale Tradition, dass das Amt von einem Angehörigen der Herrscherfamilie ausgeübt wurde. Ebenso unbeliebt war der neu ernannte „Rajaguru“ Mitranath Thakur.
Seit Jahrzehnten war die Lebensgrundlage der indigenen Bevölkerung eingeschränkt worden. Sie lebten semi-nomadisch und hauptsächlich von den Produkten des Waldes, dessen traditionelle Nutzung, durch die Ausweisung von immer mehr reserved forests, beschränkt worden war. Holzeinschlag war dort nur noch lizenzierten Unternehmern gestattet. Dazu kam die Zwangsumsiedlung ganzer Gemeinschaften. Auch war die rücksichtslose Eintreibung von Abgaben durch Steuerpächter nicht wohlgelitten. Polizisten verlangten von Dörfern für abgeschlossene Ermittlungen 1/20 der Ernte als Gebühr. Beamte forderten unbezahlte Frondienste z. B. zum Straßenbau. Endgültiger Auslöser war die Einführung eines Branntweinmonopols. Alkohol wurde als Gottesgabe betrachtet, das Verbot der eigenen Herstellung als Eingriff in religiöse Handlungen gesehen.

## Kampfhandlungen
Als Strippenzieher im Hintergrund waren Angehörige der verdrängten Eliten tätig: Koordinierend wirkte der ehemalige Diwan Lal Kalindra Singh, der sich um die Macht betrogen sah, aber auch die Rani Subran Kaur, des verstorbenen Rajas zweite Frau (1853-November 1910) und Kunwar Bahadur Singh, ein Cousin „zur linken Hand“ des Raja, waren beteiligt. Der Aufstand war trotzdem nicht systematisch oder strategisch geplant, was, ebenso wie ein Mangel an Waffen, die Niederschlagung erleichterte. Als Führer trat nach außen hin der charismatische Gundadhur auf. Die meisten Aufständischen gehörten im Süden dem kriegerischen Stamm der Parja an. Einige ihrer Angehörigen waren gefoltert und willkürlich getötet worden. Im nördlichen Gebiet waren die meisten Aufständischen vom Volk der Muria. Die Aufständischen sammelten sich in Gruppen zu einigen Tausenden, deren einzige Bewaffnung oft nur aus Pfeil und Bogen bestand. Der Ende Januar durchreisende political agent de Brett hörte einige unbestimmte Gerüchte, bemerkte aber keine konkreten Anzeichen eines geplanten Aufstandes.
Nach geheimen Vorbereitungen wurden am 6. Februar 1910 abends die Verbindungen zur Außenwelt unterbrochen. Staatliche Schulen, Postämter, Polizeiposten und Lager der von Unternehmern gewonnenen Waldprodukte wurden zerstört, wobei es einige wenige Tote gab. Weiterhin wurde gefordert, die Zuwanderer, die den Handel kontrollierten, zu vertreiben. Der Protest, der sich bald auf etwa die Hälfte des Ländchens ausbreitete, blieb, von gelegentlichen Plünderungen abgesehen, friedlich. Die Rebellen lechzten nicht nach Blut, wie in zeitgenössischen Berichten beschrieben wird.
Die Rani erklärte am 7. Februar 1910 die Restauration der Herrschaft der Muria und die britische Oberherrschaft für abgeschafft. Bis zum 13. Februar hatten die Aufständischen praktisch den gesamten Staat in der Hand, der in Gidam campierende Diwan war jedoch noch in der Nacht des 6. nach Bijapur entkommen. Von dort forderte er Hilfe vom Deputy Commissioner G. A. Khan in Chanda an. Dieser setzte sich am 15. in Richtung Bastar mit einer Truppe in Bewegung.
Dem Raja gelang es am 7., ebenfalls ein Hilfe-Telegramm abzusenden. Am gleichen Tag kam es in Gidam zu einer Versammlung der Rebellenführer des Südens, die bald die Kontrolle über die gesamte Dantewara-Region gewannen, den Hauptort jedoch nicht einnahmen. Die dünnbesiedelte Region blieb bis zum 29. März, als es zu einer letzten Schlacht kam, eines der Epizentren der Rebellion. Die letzten unruhigen Dörfer wurden im Mai unter Kontrolle gebracht.
Gleichzeitig breitete sich der Aufstand in der Hauptstadt und die nördliche Region, Siedlungsgebiet der Muria, aus. Besonders aktiv (bis 12. März uneingeschränkt) waren sie unter der Führung von Aytu Mahra um Paralkote und Antagarh. Eine erste Attacke unter Captain B. V. Drury am 9. März wurde zurückgeschlagen, obwohl die Briten während ihres 20-minütigen Angriffs etwa 100 Aufständische töteten. Am 12. kam berittene Verstärkung in Form der 22. Punjabis, die in den nächsten Tagen vier Dörfer niederbrannten.
An der nördlichen Grenze zum Staat Kanker bewachten zwei Trupps die einzige Einfallstraße, durch die die Briten kommen mussten. Bereits am 8. rückten 120 mit Gewehren ausgerüstete Polizeitruppen unter J. A. Duke an. Sie wollten das Keskal-Tal umzingeln, doch trotz des Einsatzes von Maschinengewehren gelang ihnen dies nicht. Erst nachdem Polizei-Superintendent G. W. Gayer, der 1899–1903 Administrator für den minderjährigen Raja gewesen war und am 13. de Brett eintrafen, konnten sie am Folgetag die Straße nach Kondagaon freikämpfen. Die dortigen Rebellen mussten am 15. kapitulieren, 50 wurden inhaftiert. Daraufhin rückten die motorisierten Truppen auf der Straße zur Hauptstadt vor.
Beim Versuch, den Indravati an einer Furt zu überqueren, wurden die Polizisten umzingelt. Die Briten schossen sich den Weg frei, wobei die Anzahl der Toten unklar ist. Es fielen etliche der Anführer. Gundadhur wurde am Kopf verwundet und floh. Die Moral der Rebellen sank auf einen Tiefpunkt. Dis 24. trafen mehr Polizisten und Truppen aus der Präsidentschaft Madras ein. Der Belagerungsring um den Palast war schon bald gesprengt worden.
Am 25. wurde das Dorf Ulnar, in dem sich Gundadhur aufhielt, umzingelt und gestürmt, wobei die einheimische Bevölkerung keinen Widerstand leisteten. Etwa 500 von ihnen wurden ausgepeitscht, dann freigelassen. Gundadhur und sein Stellvertreter Dibri Dhur entkamen. Trotz einer ausgelobten Belohnung von 10.000 bezw. 5000 Rs. wurden beide nie gefasst. Ihr weiteres Schicksal ist unbekannt.
Lal Kalindra Singh und 15 weitere wurden auf Veranlassung von de Brett am 26. verhaftet. Die Rani wurde am 5. März unter Hausarrest gestellt, sie wurde dann in das Gefängnis von Raipur gebracht, wo sie im November starb.

### Opfer
Die Aufständischen plünderten Basare und Händler, besonders solche, die als zugewanderte Außenstehende betrachtet wurden. Dabei gab es nur wenige Tote, die meisten Angegriffenen wurden jedoch verprügelt.
Am 6. März begannen die militärischen Kampagnen gegen die „tribals“. Vier Kolonnen rückten vor. Die Truppe von C. Middleton Stewart tötete alle Einwohner des Dorfes Kukanar. Drury musste sich mit Gayer vereinigen, um den Widerstand in der nördlichen Region, der sich in den Abudjmarh Hills konzentrierte, bis 29. März zu brechen. Mithilfe des Diwan von Sukma, Dhuni Janakaiya, gelang es den Truppen von Duke, die Region von Dorla zu befrieden. Beim Durchmarsch durch den Ort Bastar wurden Dutzende niedergeschossen. In den Dörfern wurden in den folgenden Monaten Tausende ausgepeitscht, eine Behandlung an der mehrere hundert Tribals starben. Die letzten Unruheherde wurden im Mai unter Kontrolle gebracht. Über 838 Dörfer wurden kollektive Geldstrafen verhängt, die insgesamt 100.000 Rs., 63.179 davon in Jagdalpur, ausmachten. Dadurch gerieten etliche Ureinwohner wieder in jahrelange Schuldknechtschaft gegenüber Geldverleihern, die eines der Hauptziele der Rebellion gewesen waren. Das Tragen von Schwertern sowie Pfeil und Bogen wurde verboten.
Offizielle britische Berichte sprechen von nur 37 getöteten Adivasi, 500 Ausgepeitschten und vier niedergebrannten Dörfern als unmittelbare Folge der Kämpfe. Die tatsächliche Zahlen dürften, basierend auf Augenzeugenberichten, etwa 20-fach höher sein.
Vom 13. März bis 28. April fanden in Jagdalpur Gerichtsverfahren gegen 78 Angeklagte statt. Es gab fünf lebenslange Haftstrafen, 19 Verurteilungen zwischen 3 und 11 Jahren Zwangsarbeit, 26 Mal 1 bis 2 Jahre. 27 der Verurteilten waren bis 7. Nov. 1910 im Gefängnis von Raipur gestorben.
Der zu lebenslanger Haft verurteilte Kunwar Bahadur Singh blieb bis 9. Februar 1912 im Gefängnis von Raipur. Danach erhielt er im Exil in Bhalagat eine Pension von 50 Rs. Er starb an Krebs in Jagdalpur am 19. Mai 1943.

## Folgen
Der Diwan, der die gefährliche Zeit im sicheren Sironcha verbrachte, kehrte von Britanniens Gnaden in sein Amt zurück und behielt es für die nächsten zehn Jahre. Der Raja, der bereits seit Ende 1909 politisch kaltgestellt war, blieb bis zu seinem Tod nur ein Aushängeschild, der alljährlich seine religiösen Funktionen wahrnehmen durfte.
Zwar wurde der Aufstand niedergeschlagen, jedoch war den britischen Kolonialbeamten klar geworden, dass auf angestammte Lebensweisen stärker Rücksicht genommen werden musste. Die Grundsteuer und die Einschränkungen der Waldnutzung waren, besonders im Vergleich zu anderen Regionen der Central Provinces, in der Folgezeit deutlich geringer. Ab 1932 wurde jedoch wieder eine Kopfsteuer erhoben. Man ließ die Tribals im Wesentlichen von nun an in Ruhe ihr angestammtes Leben führen. Der Anthropologe Verrier Elwin konnte daher um 1940 feststellen, dass in Bastar eine vergleichsweise zufriedene und stabile Gesellschaft bestand, die aber seit der Einführung von Busverbindungen zunehmend durch die „Zivilisation“ bedroht wurde.
Im Hungerjahr 1965-6 kam es nochmal zu einer Aufstandsbewegung. Träger waren diesmal hauptsächlich Frauen, die der Zentralregierung misstrauten, die Getreidezwangsabgabe gerecht zu verteilen. Sie verklärten die „gute alte Zeit“ der Monarchie und forderten die Restauration des 1948 wegen Geisteskrankheit abgesetzten letzten Rajas Pravir Chandra Bhanj Deo. Dieser wurde 1966 bei einem Feuergefecht mit der Polizei erschossen.

## Weitere Aufstände
- siehe Aufstände und Revolten gegen die britische Herrschaft in Indien